# Стримница
Стримница (мкд. Стримница) је насеље у Северној Македонији, у северозападном делу државе. Стримница припада општине Желино.

## Географија
Насеље Стримница је смештено у северозападном делу Северне Македоније. Од најближег већег града, Тетова, насеље је удаљено 10 km источно.
Стримница се налази у доњем делу историјске области Полог. Насеље је положено на источном ободу Полошког поља. Западно од насеља пружа се поље, југоисточно се издиже Сува гора. Вардар протиче западним ободом насеља. Надморска висина насеља је приближно 440 метара.
Клима у насељу је умерено континентална. 

## Становништво
Стримница је према последњем попису из 2002. године имала 2.422 становника.
Претежно становништво у насељу су Албанци (99%).
Већинска вероисповест је ислам.